# Pultenaea barbata
Pultenaea barbata là một loài thực vật có hoa trong họ Đậu. Loài này được C.R.P.Andrews miêu tả khoa học đầu tiên.